# Pandemia de COVID-19 en Maryland
Los primeros casos de la pandemia de enfermedad por coronavirus en Maryland, estado de los Estados Unidos, iniciaron el 5 de marzo de 2020. Hay 58.404 casos confirmados, 4.240 recuperados y 2.653 fallecidos.

## Cronología

### Marzo
El 5 de marzo, el gobernador Larry Hogan confirmó los primeros tres casos de coronavirus en el condado de Montgomery: una pareja casada de 70 años y una mujer no relacionada de 50 años. Los tres pacientes estaban en el mismo crucero por el río Nilo en Egipto. A su regreso, uno de los pacientes viajó a los suburbios de Filadelfia (Pensilvania), para reunirse con estudiantes. Esto llevó al Departamento de Salud de Pensilvania y a las Escuelas Públicas del Condado de Bucks a cerrar temporalmente tres escuelas en ese distrito para someterse a una limpieza. Otro paciente visitó la comunidad de jubilados de The Village at Rockville para un evento que contó con entre 70 y 100 personas. A los asistentes al evento se les dijo que controlaran su temperatura y llamaran a su médico o a la Agencia de Manejo de Emergencias de Maryland si comenzaban a presentar síntomas. Los tres pacientes se habían recuperado completamente antes del 12 de marzo. Hogan declaró el estado de emergencia después de anunciar las primeras pruebas positivas del estado.
La Universidad de Salisbury suspendió sus programas de estudio en el extranjero en Italia y Corea del Sur el 5 de marzo.
El 18 de marzo, el Departamento de Salud de Maryland proporcionó un total actualizado de la cantidad de casos positivos de coronavirus. El Departamento de Salud anunció 28 casos adicionales en el estado, elevando el total del estado a 85. Este total no incluyó a la mujer del condado de Carroll que se convirtió en el segundo caso del condado, y un quinto caso en la ciudad de Baltimore.
Se anunció que un hombre del condado de Prince George de unos 60 años sería la primera muerte en Maryland. El hombre contrajo el coronavirus a través de la transmisión comunitaria y tenía un problema de salud subyacente.

### Abril
El 3 de abril, Maryland tenía 2.758 casos confirmados (un salto de 427 personas) con 664 ciudadanos totales originarios del estado hospitalizados y 6 muertes adicionales para un total de 42 vidas perdidas. El gobernador Hogan celebró una conferencia de prensa a las 2:15 de la tarde en respuesta a los brotes recientes de COVID-19 encontrados en 60 hogares de ancianos y varias instalaciones correccionales en todo el estado debido a la transmisión comunitaria generalizada. Frances Phillips, subsecretaria de servicios de salud pública del estado, dijo que ahora hay "evidencia clara" de que el personal asintomático está ayudando a la propagación. También se divulgó información de que el 43% de los hospitalizados, o casi 180 personas, habían sido retenidos en la Unidad de Cuidados Intensivos.
El gobernador Hogan firmó una orden ejecutiva que prohíbe temporalmente los desalojos de inquilinos que sufren una pérdida sustancial de ingresos debido a COVID-19, y además prohíbe ciertas recuperaciones, detiene el inicio de ejecuciones hipotecarias residenciales, prohíbe los desalojos comerciales y permite la suspensión de ciertos límites de préstamos. ", escrito para permanecer vigente" hasta que el estado de emergencia [fue] terminado y la proclamación de la emergencia de salud catastrófica [fue] rescindida, o hasta que sea rescindida, sustituida, enmendada o revisada por cualquier orden u órdenes posteriores ".
El 3 de abril, en entretenimiento, The Stronach Group y el Maryland Jockey Club hicieron el anuncio de que el InfieldFest 2020 asociado a Preakness en Pimlico Race Course sería cancelado, con un regreso previsto en 2021.

### Mayo

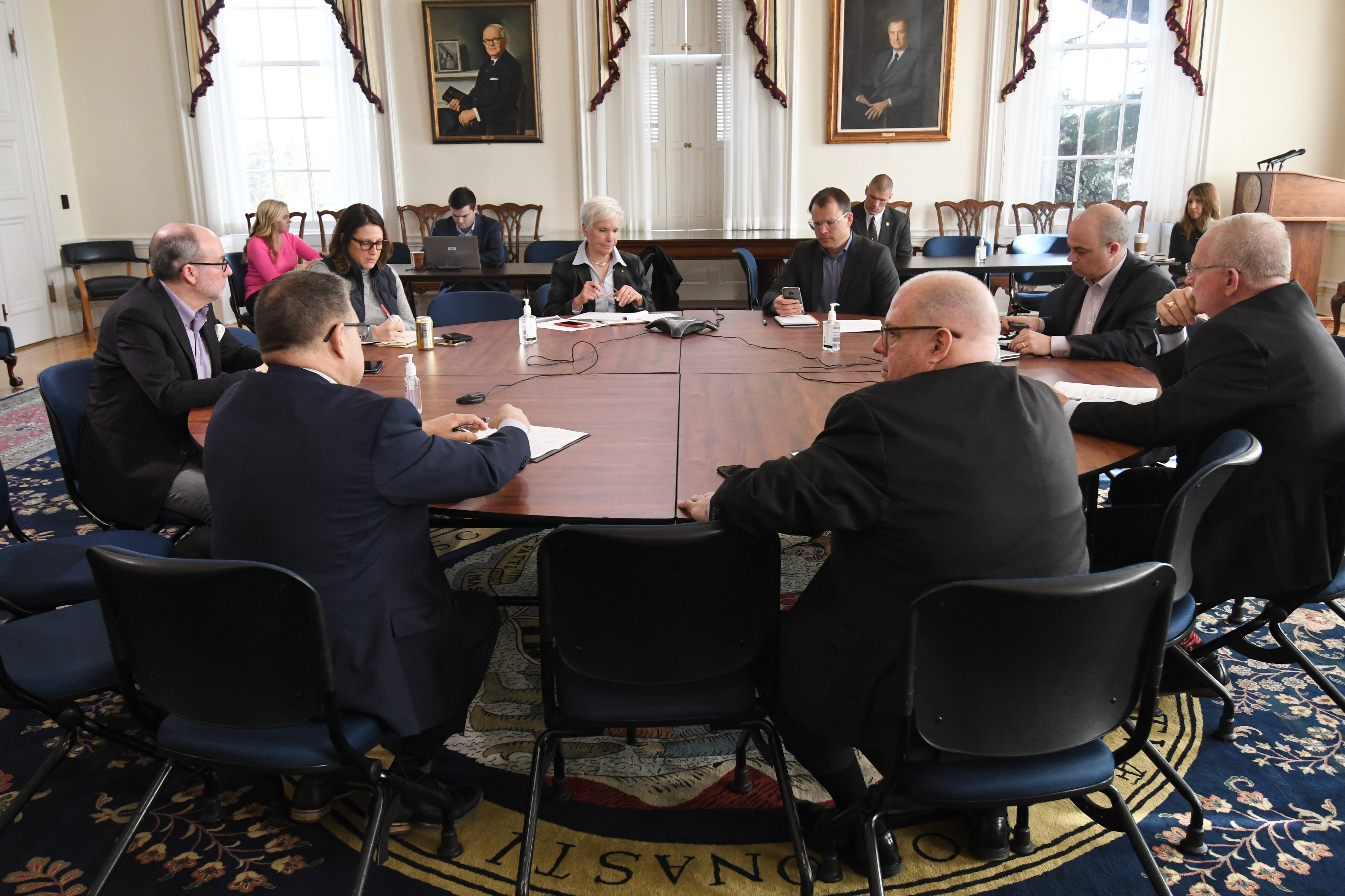
El Gobierno de Maryland debatiendo como combatir la pandemia de COVID-19 en el estado.

El 1 de mayo, el gobernador Larry Hogan anunció que un equipo de campo de los Centros para el Control de Enfermedades fue enviado al condado de Wicomico para aumentar las pruebas en el área debido al aumento de COVID-19 entre los trabajadores avícolas. El condado de Wicomico tuvo la cuarta tasa de casos COVID-19 más alta del estado, per cápita, más alta que la ciudad y el condado de Baltimore, Baltimore. Se instaló un sitio de prueba de dos días en el Arthur Arthur Perdue Stadium para enfocarse en los trabajadores avícolas.
El 6 de mayo, el gobernador Larry Hogan anunció que, a partir del 7 de mayo, se permiten actividades al aire libre seguras como golf, tenis, paseos en bote, pesca, campamentos y otras actividades, aunque advirtió que todavía era "crítico para ciudadanos continuar practicando el distanciamiento físico". Además, el Departamento de Salud y Servicios Sociales emitió pautas para permitir que los procedimientos electivos se reanuden a discreción de los hospitales y proveedores de atención médica locales.

### Junio
El 3 de junio, el gobernador Larry Hogan anunció que la Etapa 2 entrará en vigencia el viernes 5 de junio de 2020 a las 5:00 p. m.